# Atomic Betty (album)
Atomic Betty is het soundtrackalbum van de Teletoon- en Cartoon Networkserie Atomic Betty. Het album ging op 8 november 2005 in première en heeft een platenlabel bij Koch Records. Alle nummers op het album zijn gezongen door stemactrice en zangeres Tajja Isen, die het personage Betty inspreekt in de serie.

## Nummers
1. "Atomic Betty" (2:25)
2. "Supersonic Tronic Kinda Girl" (4:09)
3. "Alien Ball (Do the Betty!)" (3:22)
4. "Dog Star Sirius" (2:30)
5. "A Feeling Called Love" (4:47)
6. "Hold On" (3:53)
7. "Back in Space" (2:01)
8. "This Cat's Coming After You" (3:19)
9. "That's What I Do" (4:12)
10. "Don't Surrender" (4:14)